# Спаськ-Дальній
Спаськ-Дальній (до 1917 — Спаське, з 1917 по 1929 рік — Спаськ; рос. Спасск-Дальний) — місто крайового підпорядкування, центр Спаського району Приморського краю Російської Федерації.
Населення 40 717 осіб (2018). Місто розташоване за 20 км від озера Ханка, за 243 кілометри від Владивостока.
Одне з поселень Зеленого Клину, засноване українськими поселенцями. У 1917—1922 роках ходило до складу Далекосхідної республіки, підпорядковувалась Іманській Українській Окружній Раді.

## Назва
Поселення на місці міста було засноване українськими переселенцями з Чернігівщини в 1886 році як село Спаське. Назва була вибрана українськими поселенцями, як копія села Спаське сучасного Сосницького району, оскільки 6 сімей, переселенців з даного населеного пункту, прибули на ці землі ще раніше — у 1885 році і заснували неподалік село Барабаш-Левада.
У 1906 році поблизу містечка була побудована залізнична станція Євгенівка. У 1917 році селу було присвоєно статус міста і нову назву Спаськ. У 1926 до складу міста увійшла територія Євгенівки, у 1929 місто було перейменоване на Спаськ-Дальній.

## Історія

### Заснування
Перші переселенці, першопрохідці Спаського району, списочно були зараховані на «Зеленоклинове» оселення ще в 1885 році. Це були жителі виключно з Чернігівської губернії.
Навесні 1886 року партія переселенців пливла на пароплавах добровільного флоту «Санкт-Петербург», «Цариця Росії», «Цар», «Владивосток», «Кострома». Шлях тривав 44-49 діб — з Одеси через Порт-Саїд, Суецький канал, Коломбо, Сінгапур, острів Формоза, Нагасакі, у Владивосток.
Умови переселенців на кораблях були дуже тяжкі. Переселенці містилися в трюмах. Їжу, вартість якої входила в ціну квитка за проїзд, готували погано. Не було належного забезпечення питною водою, душно, волого, тісно. Лікарі обходи трюмів майже не проводили. Скарги переселенців повисали в повітрі.
У цій партії з Одеси прибуло 1858 осіб. Під час морського переходу народилося — 9, померло — 47.
Село Спаське було засноване першопрохідцем Е. Я. Кузьменком та 23 українськими родинами (150 осіб) у червні 1886 року на річці Сантахеза на 40-й версті на північ від Чернігівської ділянки. 14 дворів розташувалося вздовж берега. «Місце дуже зручне як за кількістю так і за якістю орних земель і сіножатей, стройовий кедровий ліс в сусідстві» — писав в 1887 році Федір Федорович Буссе, авторитетний і досвідчений чоловік в справах переселення і проштовхування селян в Південно-Уссурійському краї.
Попри важкі умови першобазування, Спаське поповнювалося прибулим народом. З осінньою партією 1886 року прибуло 17 сімей, 89 осіб, за 1887 — 25 сімей, 185 осіб, 1888 — 4 сім'ї, 23 осіб, 1889 — 6 сімей, 32 осіб. За перші сім років з дня утворення Спаське населили 113 сімей або 747 осіб обох статей.
23 травня 1891 року в Спаську зупинився на нічліг «царський поїзд» спадкоємця Цесаревича Миколи Олександровича (Романова), майбутнього імператора Росії, зі свитою й адміністрацією Приамурського краю. До його приїзду на вокзалі була побудована святкова арка і прокладена дорога, пізніше — Миколаївська. На цій вулиці він зупинився поблизу одного з будинків біля колодязя, щоб попити води. Господарям цього будинку цесаревич подарував срібну чарку, а жителям села дарували грошей. Селяни вирішили витратити їх на виливок дзвонів для храму.
Спаським селянам було висловлено подяку за гостинність і теплий прийом. На згадку відвідування Спаського спадкоємцем Російського престолу сільське суспільство отримало дозвіл назвати одну з вулиць Миколаївською, а побудовану у 1910 році церковно-приходську школу — Спасько-Миколаївською.

### Розбудова поселення
В 1898 році, коли начальник Південно-Уссурійського округу А. В. Суханов надіслав перший вулик селянинові Г. Дудко розпочалась медова промисловість Спаського. Мед продавали по 46 рублів за пуд (2,80 руб. за кг). Швидко освоювався лісовий промисел — виготовляли діжки, вози, сани, колеса, дуги та ін.
На 1 січня 1901 року в Спаському налічувалось вже 29 бджолярів.

Ярмарок на Трійцю у Спаську. 1910 рік

У селі почали розгортатися дуже важливі за місцевими умовами промисли: маслобійну справу, круподерну і фабрикацію віялок-сортувальниць. З відкриттям недільних базарів в Спаську почала розвиватися ринкова торгівля. На Спаські ярмарки приводили коней, худобу, вели торг мануфактурою, чобітними товарами, борошном, харчами, зерновим хлібом, необхідним інвентарем для облаштування переселенців округи. Спасці давали 50-60 тисяч рублів товарообігу. В Спаське приїжджають микільські і владивостоцькі купці та привозять сюди сіль, чай, цукор, ситці, посуд, залізні вироби, плуги та інше, так що Спаське завдяки своїм недільним базарах грає роль міста, де чоловік може продати і купити все, що йому треба.
Зростає хлібна торгівля села. Так Федоров, один зі скупників хліба в Спаському, в 1899 році скупив і відправив до Владивостока, Микольськ-Уссурійського і Хабаровська 200 вагонів хліба, всього ж село Спаське відпускає хліба до 300,000 пудів (4,914,000 кг).
Спаським землевласникам доводилося добувати свій добробут у впертій і тривалій боротьбі з місцевим кліматом, природними умовами, фізико-географічні знання набувалися при нагальних темпах колонізації. З 1883 по 1894 рік на 8 врожайних років було 4 неврожайних. Літо 1889 року було настільки посушливим, що пересохли місцеві колодязі. Навесні 1891 року паводок затопив великі простори ріллі і сіножатей Спаська, але урожай був вище середнього. Влітку 1893 року навалилася чума на худобу і коней. 1896 рік — повені і т. д. Так, у вічній боротьбі українським поселенцям протистояли тайфуни, бурі, повені, «п'яні хліба», смерть худоби, тиф та скарлатина.
У 1894 році відкрився тимчасовий рух поїздів по Уссурійської залізниці від Владивостока до Муравйова-Амурського і були відриті поштові станції (в тому числі в селі Спаську) на новому тракті протяжністю в 162 версти від Чернігівки до Буссе.

«Село Спаське все більш і більш розростається, в ньому тепер уже є близько 20 крамниць, в яких можна дістати майже все необхідне. Щотижня по неділях буває базар, з навколишніх сіл на базар доставляють селяни птицю, рибу, яйця, сметану та інші предмети місцевого побуту… Село розташоване в відкритій місцевості, як би в улоговині. Завдяки оточуючим сопках захищене від вітрів. Сопки ці вглиб покритті хорошим стройовим лісом, завдяки чому тут розвинена значна торгівля лісовими матеріалами. З великих лісопромисловців слід вказати на громадянина Хрущова, у якого власна парова лісопилка, прокладені в різному напрямку до місцевостям, де видобувається будівельний ліс, рейки, і його невеликі паровозики раз у раз снують туди-сюди, доставляючи дошки, колоди, бруси, дрова. До приходу кожного поїзда на станції можна знайти підводу для поїздки в село…»
— 6 січня 1907 року. Газета «Далекий Схід», Владивосток
1900 року було створено Спаську волость, відбулось закріплення сформованої адміністративно-територіальної одиниці, географічної номенклатури кордонів населення майбутнього Спаського району.
17 липня 1909 року Спаська волость увійшла в новостворений Іманський повіт. У Спаську розташовувалися: квартири селянського начальника пристава Спаського стану, благочинного Владивостоцької єпархії, волосне правління (старшина І. С. Морозов), лікарський і фельдшерський пункти, сільська лікарня на 6 ліжок, сільська аптека, скотобійця (не пізніш 1908 року), акцизні та митні чиновники, ярмарок, базар, хлібозапасні магазин. Головне заняття жителів — землеробство, скотарство. Породисту худобу і коней купували на ярмарках, які були завезені з Самарської і Томської губерній.
У господарствах Спаського з'явилися різноманітні, складні, вдосконалені сільськогосподарські знаряддя і агрегати, які дозволяли замінювати ручну працю і разом з тим підняти продуктивність і інтенсивність в рослинництві і тваринництві.
Восени 1912 року військовий губернатор Приморської області М. М. Манакін затвердив клопотання Спаських селян про відкриття народної бібліотеки-читальні. Бібліотека за рішенням зібрання відкрилася в Спаському громадському будинку, фонд її складав 1500 книг.
У 1914 році Спаське сільське зібрання нарешті винесло вирок про перейменування села в місто і про виділення для майбутнього розширення його під вигін 1800 десятин землі, в цю кількість не ввійшла площа, зайнята самим селом, рівна 500 десятин.
В червні 1917 року Тимчасовим урядом утворено місто Спаськ-Приморський, в який увійшли село Спаське, Спаська слобідка, селище станції Євгенівка, гарнізон і селище цементозаводу.

### Національний рух та радянська окупація
1914 року у Спаському вже діяв український драматичний гурток. У 1917—1922 роках у Спаську існувала українська Громада, культурно-просвітній гурток «Просвіта» (диригент — В. Каузе), український споживчий кооператив «Україна» (зареєстрований 16 травня 1921, уповноважений — Макаренко).
«Збори громадян села Спаського, обговоривши питання про перехід влади до Рад селянських, солдатських і робітничих депутатів, постановило: влада на місцях повинна належати волосним, повітовим і обласним земським управа, а верховна влада в державі — тільки Установчих зборів. Перехід же влади до Рад в даний час створює двовладдя і викликає міжусобну війну»
— 29 грудня 1917 року. Газета «Народне слово»
В листопаді 1918 року на терені Іманського повіту Приморської області була створена Іманська Українська Окружна Рада до якої увійшло і містечко Спаське. Місто стало складовою Далекосхідної республіки.
8—9 жовтня 1922 року бійцями Народно-революційної армії штурмом був узятий Спаський укріпрайон. 13—14 жовтня у взаємодії з червоними партизанами на підступах до Микільськ-Уссурійського були розгромлені основні білогвардійські сили, а 19 жовтня війська НРА вийшли до Владивостока, де все ще перебувало до 20 тисяч японських військовослужбовців.
25 жовтня 1922 року частини НРА і партизани вступили до Владивостока. Залишки білогвардійських військ евакуювалися за кордон. В краї була остаточно встановлена радянська влада. В боях за місто загинуло 20 жителів Спаського — червоноармійців.
Після цього радянською владою була ліквідована Іманська Українська Окружна Рада, а її члени заарештовані.
У 1929 році Спаськ-Приморський перейменований в Спаськ-Дальній. Спаськ-Дальній — єдине місто Приморського краю в басейні озера Ханка. Тут сучасна індустрія будівельних матеріалів унікальним чином є сусідами з природним місцем існування реліктових видів Дауріо-маньчжурської флори і фауни. Багаті родовища нижньокембрійских вапняків, цементних і цегельних глин, будівельного піску і підземних вод Спаського артезіанського басейну сприяли створенню центру будіндустрії Далекого Сходу і Примор'я.
Під час переведення політики українізації (1931—1932) Спаськ — центр Спаського українського національного району. В цей період на українську мову було переведено Спаський педтехнікум, у місті виходила українською мовою районна газета «Приханкайська правда», планувалося відкриття українського педінституту. Спаськ було визначено базою Українського Державного пересувного театру.
В 1932 всі українські установи було остаточно ліквідовано, а мову навчання змінено на російську.
У роки Другої Світової війни в місті була сформована 87-а стрілецька дивізія. У боях під Сталінградом брали участь воїни 98-ї стрілецької дивізії, сформованої в Спаську, спасчани билися на Орловсько-Курській дузі, в Прибалтиці, брали участь в битвах за Житомир, Шепетівку, Варшаву, Берлін, Прагу. Втрати спасчан в роки війни склали 4258 осіб. Також під час війни у місті на підприємствах і організаціях працювали над військовою промисловістю для забезпечення армії.
У жовтні 1989 року місто відвідала делегація українських письменників. У 1991—1995 роках у місті діяло Спаське товариство української мови «Зелений Клин», у 1995—1999 роках — товариство «Зелений Клин-Черемош». У 1991—1992 навчальний рік за підтримки завідувача районним відділом народної освіти Миколи Крилова у середній школі № 12 відбувалося викладання української мови.
У квітні 2005 року в місті відбувся II Далекосхідний фестиваль української культури «Наша дума — наша пісня».
У 2000—2010 діяла Спаська національно-культурна автономія «Джерела України». В 1999—2009 на місцевому радіо виходила щомісячна художньо-музична програма «Джерела України».

## Населення
- 1892—747 осіб.
- 1897 — 1086 осіб.
- 1902 — 1143 особи.
- 1915 — 2354 особи.
- 1926 — 11 414 особи, українці — 42,2 %, росіяни — 37 %, корейці та китайці — 19,4 %.
- 1939 — 17 830 осіб, українці — 18,8 %, росіяни — 77,4 %.
- 1989 — 60 300 осіб, у тому числі — 5238 українців (8,7 %), з яких 1134 (21,8 %) визнали рідною мовою українську.

## Промисловість
Промисловість: заводи: цементний, залізобетонних конструкцій, тракторний і авторемонтний; комбінат азбесто-цементних виробів, харчова промисловість; індустріальний технікум, педагогічне училище.

## Культура
Від 1998 року в Спаську щорічно проводяться районні фестивалі української культури «Пісня з України» та свято української пісні «Пісня буде поміж нас». У жовтні 2010 створено Спаський центр української культури.

## Відомі люди
- Гайтанжи Антон Олексійович — український воїн, учасник російсько-української війни.
- Кадочніков Олег Петрович — український літератор, педагог і громадський діяч.
- Баканова Тетяна Павлівна — хормейстер, українська культурна діячка.